# Lac Taschereau
Lac Taschereau är en sjö i provinsen Québec i Kanada. Den ligger i kommunen Taschereau och regionen Abitibi-Témiscamingue i västra delen av provinsen. Lac Taschereau ligger ca 302 meter över havet.
Vid sjön ligger orten (och tidigare kommunen) Taschereau, med omkring 500 invånare. 
Sjön har troligen fått sitt namn efter kommunen/orten den ligger i, som i sin tur är namngiven efter Québecs 14:e premiärminister Louis-Alexandre Taschereau.